# Fluorid osmistý
Fluorid osmistý je anorganická sloučenina s chemickým vzorcem OsF7.

## Příprava
Fluorid osmistý byl poprvé připraven v roce 1966 reakcí fluoru a osmia při teplotě 600 °C a tlaku 40 MPa, ale syntézu v roce 2006 se nepodařilo zopakovat a namísto fluoridu osmistého vznikal fluorid osmiový.
2 Os + 7 F2 → 2 OsF7

## Vlastnosti
Pokud fluorid osmistý existuje, pravděpodobně se jedná o modrožlutou hygroskopickou látku, která je extrémně nestabilní. Krystalizuje v kubické soustavě (a = 6,26(2) Å). Fluorid osmistý se začíná rozkládat při teplotě –100 °C. Měl by být skladován v niklové nádobě při teplotě kapalného dusíku.
Fluorid osmistý se i při mírném zahřátí rozkládá na fluorid osmiový:
2 OsF7  → 2 OsF6 + F2